# Falmey
Falmey este o comună rurală din departamentul Boboye, regiunea Dosso, Niger, cu o populație de 56.650 de locuitori (2001).